# Толочко, Пётр Фомич
Пётр Фомич Толочко (10.06.1922 — 17.02.2010) — командир отделения батареи 120-мм минометов 837-го стрелкового полка, 238-й стрелковой дивизии, сержант — на момент представления к награждению орденом Славы 1-й степени.

## Биография
Родился 10 июня 1922 года в селе Берёзовка (ныне — Район имени Габита Мусрепова Северо-Казахстанской области) в крестьянской семье. Украинец.
Окончил 7 классов и в 1940 году — курсы водителей. Работал шофером в совхозе.
В феврале 1942 года был призван в Красную Армию Рузаевским райвоенкомтом Акмолинской области. В учебном полку прошел подготовку, получил специальность минометчика. С июня 1942 года участвовал в боях с захватчиками на Калининском, Брянском, Белорусском, Западном, 2-м Белорусском фронтах. Весь боевой путь прошел в составе 238-й стрелковой дивизии, был наводчиком миномета, командиром отделения 120-мм минометов 837-го стрелкового полка. В 1944 году вступил в ВКП/КПСС.
26 июня 1944 года при форсировании реки Реста у деревни Скварск сержант Толочко метким огнём истребил свыше 10 вражеских солдат, накрыл наблюдательный пункт и подавил 2 огневые точки. 27 июня при преодолении реки Днепр близ деревни Луполово расчет миномета поддерживал огнём стрелковое подразделение, уничтожил до 50 противников, подавили противотанковое орудие и 3 пулеметные точки.
Приказом по частям 238-й стрелковой дивизии от 16 июля 1944 года сержант Толочко Пётр Фомич награждён орденом Славы 3-й степени.
20 января 1945 года в бою за станции Парцяки расчет сержанта Толочко 2 пулеметные точки и около 10 противников. В наступательных боях в Восточной Пруссии 22-23 января расчетом было уничтожено 4 станковых пулемета с прислугой и свыше роты противников.
Приказом по войскам 49-й армии от 22 февраля 1945 года сержант Толочко Пётр Фомич награждён орденом Славы 2-й степени.
В период боев с 9 по 20 марта 1945 года в боях в районе города Картузы (Картхауз) сержант Толочко вместе с расчетом, поддерживая наступающую пехоту, уничтожил 10 пулеметных точек и более 50 противников.
Указом Президиума Верховного Совета СССР от 29 июня 1945 года за образцовое выполнение заданий командования на фронте борьбы с немецкими захватчиками и проявленные при этом доблесть и мужество сержант Толочко Пётр Фомич награждён орденом Славы 1-й степени. Стал полным кавалером ордена Славы.
В 1946 году старшина Толочко уволен в запас. Вернулся на родину. Работал шофером на опытной станции в селе Рузаевка. В 2000 году переехал к сыну в поселок Вишневогорск Каслинского района Челябинской области. Участник Парада Победы 1995 года.
Скончался 17 февраля 2010 года. Похоронен на кладбище посёлка Вишневогорск.
Награждён орденами Отечественной войны 1-й степени, Славы 1-й, 2-й и 3-й степеней, медалями.
В мае 2013 года в Вишневогорске, на доме, где последние годы жил ветеран, открыта мемориальная доска.